# Jan Kanty Kulpa
Jan Kanty Kulpa (ur. 1939) – polski biochemik, profesor nauk medycznych.

## Życiorys
W 1962 ukończył studia chemiczne na Uniwersytecie Jagiellońskim. W 1976 doktoryzował się na Wydziale Chemii UJ na podstawie pracy Poziom cyklicznego adenozyno – 3', 5' -monmofosforan (cAMP) w tkance nowotworowej gruczołu mlecznego u ludzi. Stopień doktora habilitowanego nauk medycznych w zakresie biologii medycznej uzyskał w 1996 w Centrum Onkologii – Instytucie im. Marii Skłodowskiej-Curie w oparciu o rozprawę zatytułowaną Swoisty antygen sterczowy (PSA) – wybrane aspekty użyteczności w diagnostyce biochemii chorych na raka stercza. W 2003 otrzymał tytuł profesora nauk medycznych.
Od 1961 zawodowo związany z Centrum Onkologii – Instytutem im. Marii Skłodowskiej-Curie, od 2003 na stanowisku profesora. Specjalizował się w dziedzinie analityki medycznej (1985). Pełnił funkcję zastępcy kierownika Zakładu Analityki i Biochemii Klinicznej Centrum Onkologii, w 1994 został kierownikiem tej jednostki, a w 2001 zastępcą dyrektora ds. nauki krakowskiego oddziału Centrum Onkologii. W pracy naukowej zajął się zagadnieniami dotyczącymi m.in. biochemicznej diagnostyki chorób nowotworowych, a także badaniami krążących markerów nowotworowych.
W 2004 powierzono mu funkcję krajowego konsultanta w dziedzinie diagnostyki laboratoryjnej, powoływany w skład rad doradczych i naukowych (m.in. przy ministrze zdrowia) oraz komitetów redakcyjnych periodyków branżowych (w tym jako redaktor naczelny kwartalnika „Diagnostyka Laboratoryjna)”. Był sekretarzem i członkiem zarządu głównego Polskiego Towarzystwa Onkologicznego, uzyskał honorowe członkostwo w tej organizacji.
Odznaczony m.in. Krzyżem Kawalerskim (2001) i Komandorskim (2011) Orderu Odrodzenia Polski.